# 로보트 태권V - 84 태권브이
"로보트 태권V - 84 태권브이"(3단 변신 로보트 84 태권V)는 한국에서 제작된 김청기 감독의 1984년 애니메이션 영화이다. 김청기 등이 제작에 참여하였다.

## 스태프
- 제작: ㈜서울동화프로덕숀
- 기획: 김춘범
- 각본: 양정기
- 각색: 조항리
- 작품: 교육동화
- 작화감독: 김주인
- 구성: 이의구
- 원화: 이동형, 성백엽, 김성진, 김송필, 오흥선, 사경축, 명영진, 심상철
- 동화: 김효숙, 이영훈, 이영순, 이성녕, 정복순, 한요한, 변은영, 김기례, 안용선, 임동복, 이석호, 김명순
- 선화: 임규수, 판영신, 이정란, 윤명선, 석혜숙
- 채화선정: 정현숙
- 채화: 이정옥, 유영옥, 최명숙, 정미숙, 김자득, 김민자, 김수해, 유정원, 김진숙, 윤효숙, 김명순, 석해숙, 조경숙
- 촬영감독: 유승덕
- 촬영: 정재철, 김승택
- 작품진행: 박민호, 유왕준, 장용대, 김영선
- 미술감독: 강세건
- 미술효과: 배상준
- 음악: 최창권
- 노래: 최호섭
- 합창: 미리내합창단
- 제작진행: 이창규, 양근복
- 녹음담당: 유창국
- 효과: 조인영
- 편집: 박성열
- 녹음: 청맥녹음실
- 현상: 영화진흥공사
- 협찬: 월간새소년, 뽀빠이과학
- 감독: 김청기